# Vištuk
Vištuk este o comună slovacă, aflată în districtul Pezinok din regiunea Bratislava. Localitatea se află la altitudinea de 172 m deasupra n.m., se întinde pe o suprafață de 20,04 km2 și în 2017 număra 1.324 de locuitori.

## Istoric
Localitatea Vištuk este atestată documentar din 1244.

## Demografie
| An:                | 1994 | 2004   | 2014   | 2024   |
| ------------------ | ---- | ------ | ------ | ------ |
| Număr de persoane: | 1297 | 1382   | 1307   | 1365   |
| Diferență:         |      | +6,55% | −5,42% | +4,43% |

| An:                | 2023 | 2024   |
| ------------------ | ---- | ------ |
| Număr de persoane: | 1382 | 1365   |
| Diferență:         |      | −1,23% |